# Wyższe Seminarium Duchowne w Pelplinie
Wyższe Seminarium Duchowne w Pelplinie – seminarium duchowne diecezji pelplińskiej Kościoła katolickiego, działające w ramach struktur Wydziału Teologicznego Uniwersytetu Mikołaja Kopernika w Toruniu.
Seminarium erygowane zostało w Chełmnie w 1651 roku przez bpa Andrzeja Leszczyńskiego dla diecezji chełmińskiej. W 1829 roku zostało przeniesione do Pelplina. Seminarium posiada własną bibliotekę. Mieści się w pocysterskich zabudowaniach w Pelplinie przy katedrze pelplińskiej.

## Historia
Seminarium duchowne swoim początkiem sięga roku 1651, kiedy to bp Andrzej Leszczyński wydał dekret erygujący seminarium w Chełmnie. Szkoła jednak szybko upadła z powodu niewystarczającego uposażenia oraz wybuchu wojny ze Szwecją. Zostało na nowo uposażone i reaktywowane przez bpa Jana Małachowskiego w 1677 roku. Biskup ten powierzył prowadzenie seminarium Księżom Misjonarzom św. Wincentego á Paulo, którzy kierowali nim do 1822 roku. Po wydaniu przez papieża Piusa VII bulli De salute animarum, reorganizującą struktury terytorialne Kościoła w Prusach, po wojnach napoleońskich, uczelnia w 1829 roku została przeniesiona z Chełmna do Pelplina. Została umiejscowiona w zabudowaniach pocysterskich, sąsiadujących z gotycką katedrą, w których znajduje się po dziś dzień. Biskup Mathy (1824-1832) zorganizował pelplińską szkołę i utworzył bibliotekę. W okresie Kulturkampfu w latach 1876–1887 seminarium przerwało swoją działalność. Po jedenastu latach przerwy, dzięki staraniom biskupa Rednera zaczęło znów normalnie funkcjonować.
W I połowie XX wieku Biskup Stanisław Wojciech Okoniewski (1926-1944) zreformował tok nauczania seminaryjnego, rozbudował je, wprowadził seminaria naukowe. Wybuch II wojny światowej spowodował kolejną przerwę w działalności, tym razem na 6 lat. 20 października 1939 hitlerowcy zamordowali prawie wszystkich pelplińskich wykładowców.
Seminarium zostało ponownie otwarte dzięki staraniom ks. Andrzeja Wronki, a 10 listopada 1945 roku nastąpiła pierwsza inauguracja roku akademickiego. Znaczący rozwój seminarium nastąpił za czasów bpa Józefa Kowalskiego (1946–1972). Od momentu wyboru Jana Pawła II na papieża wzrosła gwałtownie liczba powołań – za czasów rektora Jerzego Buxakowskiego (1976–1992) dosięgła prawie 300 osób.
Od 1992 roku, w związku z reorganizacją terytorialną Kościoła w Polsce, na mocy bulli papieża Jana Pawła II Totus Tuus Poloniae populus seminarium znajduje się na obszarze nowo utworzonej diecezji pelplińskiej. Nowy ordynariusz powierzył urząd rektora ks. drowi Wiesławowi Meringowi, który swój urząd pełnił do czasu mianowania na biskupa włocławskiego w 2003 roku.
Od roku 2003 do 2015 rektorem Wyższego Seminarium Duchownego w Pelplinie był ks. mgr lic. Antoni Bączkowski. W 2016 roku objął ją ks prof. dr hab Wojciech Pikor, które swoje obowiązki pełnił do roku 2019. Od 2019 roku rektorem jest ks. dr Tomasz Huzarek.
W 2002 roku miały miejsce obchody jubileuszu 350-lecia istnienia, na których gościem był ks. kard. Zenon Grocholewski. Seminarium uczciło tę rocznicę wydaniem Księgi Jubileuszowej.

## Rektorzy
- ks. bp Konstantyn Dominik (1920-1932)
- ks. Franciszek Różyński (1932-1935)
- ks. Józef Roskwitalski (1935-1939)
- ks. Józef Grochocki (1945-1961)
- ks. Antoni Liedtke (1961-1970)
- ks. Franciszek Znaniecki (1970-1976)
- ks. Jerzy Buxakowski (1976-1992)
- ks. bp Wiesław Mering (1992-2003)
- ks. Antoni Bączkowski (2003–2015)
- ks. Wojciech Pikor (2015-2019)
- ks. dr Tomasz Huzarek (2019-)

## Władze
- Rektor: ks. dr Tomasz Huzarek
- Prefekt studiów: ks. dr Arkadiusz Drzycimski
- Ojciec duchowny: ks. dr Sławomir Kunka
- Ojciec duchowny: ks. dr Rafał Barciński

## Koła studenckie
- Chór seminaryjny
- Communio in Christo
- Klerycki Krąg Akademicki
- Drużyna WOPR
- Klerycka grupa teatralna
- Klub Honorowych Dawców Krwi
- Koło Apostolstwa Trzeźwości
- Koło Misyjne
- Koło pomocy świetlicy "Caritas"
- Koło hospicyjne
- Koło Pomocy w Bielawkach
- Wspólnota modlitewna
- Koło języka migowego
- Koło filozoficzne
- Koło KSM
- Koło Studentów Kaszubów
- Koło Młodych Teologów
- Maltańska Służba Medyczna
- Pismo "Spojrzenia"
- Dom Dziecka w Tczewie